# Honda A engine
Рядний чотирициліндровий двигун Honda серії A використовувався в моделях Honda Accord і Prelude 1980-х років. Він був представлений у 1982 році з Honda Prelude другого покоління та доступний у трьох розмірах робочого об’єму: 1,6-, 1,8- та 2,0-літра. Він має чавунний блок і алюмінієву конструкцію головки SOHC з трьома клапанами на циліндр, тобто 12 клапанів. Він був доступний у конфігураціях з карбюратором і інжектором

## Історія
Двигуни Honda A-серії замінили попередні двигуни EZ, ES, BS і ET в Honda Accord і Prelude. Було кілька варіацій, починаючи від 1,6-літрового A16A до 2,0-літрового A20A.
Починаючи з 1988 модельного року на ринку Північної Америки, A20A3 і A20A4 використовували двоступеневу конструкцію впускного колектора, випускний колектор, виконаний по схемі 4-2-1 і більш досконалий електронний розподільник запалювання. Двигуни з програмованим уприскуванням палива були обладнані частковим комп’ютером двигуна OBD-0.

## Післяпродажне обслуговування
На ринку післяпродажного обслуговування були виготовлені різні запчастини для двигунів серії Accord і Prelude A. Більшість оновлень і модифікацій двигунів серії A належать до різновиду «зроби сам», причому одним із найпопулярніших є встановлення турбонаддуву та заміна OBD-0 на OBD-1 для більшої кількості налаштувань.

## Двигуни серії А
Двигун А-серії заснований на блоці циліндрів 1,8-літрового двигуна: у 1,6-літрового двигуна-зменшений хід поршня, а у 2,0-літрового двигуна-більший об'єм отримано за рахунок збільшення діаметра циліндра.

### A16A1
A16A1 був карбюраторним 1,6-літровим двигуном, який використовувався з 1986 по 1989 на Accord і Vigor за межами ринку Північної Америки. Цей двигун був відомий як EZ у 1984 та 1985 роках, на не американських Accord.

#### Технічні характеристики
- Впуск: один карбюратор Keihin
- Об'єм: 1,6 літра (1598 сс)
- Діаметр поршня х хід: 80 мм × 79,5 мм (3,15 дюйм × 3,13 дюйм)
- Ступінь стиснення: 9,0:1
- Потужність: 88 к.с. (65 кВт) при 6000 об/хв
- Крутний момент 123 Н'ютон-метр при 3500 об/хв

### A18A
Двигун A18A був 1,8-літровим двигуном, який використовувався в Honda Prelude 1982–1987 років і Accord 1986–1988 років для внутрішнього японського ринку (JDM). Prelude A18A має подвійні карбюратори CV з боковою тягою (у деякі роки також називалися ET2), тоді як Accords поставлявся з одним карбюратором з низхідною тягою.

#### Технічні характеристики

##### Accord
(JDM) 
- Впуск: один карбюратор Keihin на 2 барель
- Об'єм: 1,8 літра
- Діаметр поршня х хід: 80 мм × 91 мм (3,1 дюйм × 3,6 дюйм)
- Ступінь стиснення : 9,0:1
- Потужність: 99 к.с. (74 кВт) при 5800 об/хв
- Крутний момент: 149 Н'ютон-метр при 3500 об/хв

##### Prelude
(JDM) 
- Впуск: Подвійні карбюратори CV із бічними тягами
- Об'єм: 1,8 л; 111,6 дюйм3 (1 829 см3)
- Діаметр поршня х хід: 80 мм × 91 мм (3,1 дюйм × 3,6 дюйм)
- Ступінь стиснення : 9,4:1
- Потужність: 123 к.с. (92 кВт) при 5800 об/хв
- Крутний момент: 153 Н'ютон-метр при 4000 об/хв

### A20A
A20A був доступний у версіях як з карбюратором, так і з інжектором. Він має 12-клапанну головку блоку циліндрів SOHC без CVCC, з двома впускними клапанами та одним випускним клапаном на циліндр. Вони встановлювались, як на Accord, так і на Prelude протягом 1980-х років.

#### A20A1 і A20A2
A20A1 і A20A2 були карбюраторними версіями двигунів A20A. Він був доступний в Accord DX і LX 1986–1989 років. Це той самий двигун, єдина різниця між ними полягає в тому, що A20A2 не має компонентів викидів, тому він має дещо вищу потужність.

##### Технічні характеристики
- Впуск: один карбюратор Keihin Feedback на 2 барель
- Вихлоп: 4-1 литий колектор
- Об'єм: 2,0 літра
- Діаметр поршня х хід: 82,7 мм × 91 мм (3,26 дюйм × 3,58 дюйм)
- Ступінь стиснення : 9,2:1; 9,1:1 (модель Accord KX)
- Потужність (A20A1):
  - 98 к.с. (73 кВт)
  - 148 Н'ютон-метр при 3500 об/хв
- Потужність (A20A2, Індонезія): [3]
  - 107 к.с. (79 кВт)  при 5500 об/хв
  - 159 Н'ютон-метр при 3500 об/хв

#### A20A3 і A20A4
A20A3 і A20A4 були версіями двигунів A20A з упорскуванням палива. Вони керувалися системою Honda PGM-FI на частковому комп’ютері OBD-0. A20A4 дає трохи вищу вихідну потужність через відсутність компонентів викидів. A20A3 пропонувався в 1984–1987 Honda Prelude 2.0Si, 1986–1989 Honda Accord LX-i, а також 1989 Honda Accord SE-i.
У 1988 році систему впорскування A20A3 у США та Канаді було модернізовано новим двоступеневим впускним колектором (Dual-Stage Intake Manifold) і випускним колектором 4-2-1, а ступінь стиснення було збільшено з 8,8 до 9,3. додаткові 10 к.с. і 8 фунт-фут крутного моменту.

##### Технічні характеристики
- Впуск: Honda PGM-FI
- Вихлоп: литий колектор 4-1 (1984–1987); 4-2-1 Cast Manifold (1988-1989)
- Об'єм: 2,0 літра
- Діаметр поршня х хід: 82,7 мм × 91 мм (3,26 дюйм × 3,58 дюйм)
- Ступінь стиснення 9,4:1; 8,9:1 (модель Accord KS); 1:8,8 (Accord KX & KG з каталітичним нейтралізатором );
- Потужність:
  - 1984–1987: 98 к.с. (73 кВт) при 5500 об/хв і 138 Н'ютон-метр  при 4500 об/хв
  - 1988–1989: 120 к.с. (90 кВт) при 5500 об/хв і 166 Н'ютон-метр  при 4000 об/хв

## Дивіться також
- Список двигунів Honda